# Aston Martin Ulster
L'Aston Martin Ulster va ser un cotxe de carreres de la marca Aston Martin durant la dècada dels anys 30. Els models de la firma britànica sempre han tingut un paper rellevant en la història de les carreres automobilístiques. El nom d'aquest cotxe ve d'una victòria aconseguida a Ulster, Irlanda. Alguns dels 21 exemplars d'aquest prestigiós model de carreres es troben actualment a la venda per un preu de ₤750.000.
L'Ulster era la versió de carreres del model Mark II de 1935. Aquests dos cotxes Aston tenien moltes coses en comú: el xassís en alumini i la majoria dels components mecànics. Tot i això, el xassís de l'Ulster va partir algunes modificacions de competició per tal de complir amb el reglament. L'Aston Martin Ulster duia uns frens de tambor i un motor de quatre cilindres en línia que aportava 80 cavalls de potència. La seva producció només va durar un any (1934-1935) i se'n van fabricar un total de 21 unitats. L'Ulster es va convertir en un dels cotxes de carreres més respectats dels anys 30 i els pilots més experimentats no dubtaven en escollir-lo per les diferents competicions.
Aquest model va debutar al Rac Tourist Trophy de 1934 a Ulster. Originalment els cotxes de carreres de l'empresa Aston eren de color verd però l'Ulster va ser pintat de color vermell. Bert Bertelli creia en una superstició italiana en què el verd és un color que atrau la mala sort. Durant els dos anys en competició de l'Aston Martin Ulster, aquest es va adjudicar importants victòries com la que va aconseguir l'any 1934 al British Tourist Trophy a Goodwood. Novament el 1934, tres Ulsters van ocupar les tres primeres posicions a una cursa de Le Mans el 1935 Gràcies als èxits d'aquest model, la marca britànica va obtenir una excel·lent i necessària reputació.